# SOMACA
Société Marocaine des Contructions Automobiles (SOMACA) - en español Sociedad Marroquí de Construcción de Automóviles - es una empresa  marroquí fundada en 1959 con la intención de fabricar automóviles.

## Historia
La sociedad se fundó el 26 de junio de 1959. La producción empezó en 1962 con modelos Simca y Fiat. Desde 1966, también se fabricaron modelos de Renault, y desde 1969, incluso el Mini y modelos de Opel.
La participación de Fiat se acabó en 2003. Desde entonces, Renault aumentó su participación hasta el 79 %. El resto pertenece al Grupo PSA (actual Stellantis) que finalizó la producción dentro de la SOMACA en 2010.
El último modelo fabricarse en las cadenas de montaje situadas en Casablanca, es el Dacia Logan, un vehículo que desde su lanzamiento se ha convertido en todo un éxito de ventas, siendo en el año 2006, el modelo más vendido -con acumulado hasta noviembre que supera las 11.000 unidades- y convirtiendo a Dacia en la firma líder de ventas en del país, por encima de Renault.
Al mismo tiempo, Renault tiene desde 2012 con Renault Tanger Méditerranée otra nueva planta en Tánger que produce el modelo Dacia Logan para el mercado europeo.